# Svetlana Čirkova-Lozova
Svetlana Čirkova (od 1980 Čirkova-Lozova, rusko Светлана Михайловна Чиркова-Лозовая), sovjetska sabljačica * 5. november 1945, Tupner, Čuvaška ASSR, Sovjetska zveza
Svetlana Čirkova je nekdanja sovjetska sabljačica, dvakratna olimpijska prvakinja v ekipnih tekmovanjih v floretu in trenerka sabljanja v Estoniji.

## Biografija
Starša Svetlane Čirkove sta se spoznala med drugo svetovno vojno na japonski fronti. Mati Aleksandra je bila Čuvašinja, ki je delala v protipožarni službi na meji med Sovjetsko zvezo in Japonsko. Njen oče je bil veleposestnik, ki mu je Stalinova oblast v 1930-ih odvzela zemljo in premoženje ter ga izgnala v Sibirijo, zato je morala Aleksandra svoje življenje začeti znova. Noseča Aleksandra se je vrnila iz vojne maja 1945. Njen oče Mihail Čirkov, Rus, pa je ostal na fronti. Svetlana Čirkova se je rodila 6. novembra 1945 v vasi Topner v Čuvaški ASSR. Mati je za uradni datum rojstva navedla 5. november, ker se ji številka 6 ni zdela primerna.
Ko so leta 1950 v Čuvašiji iskali ljudi, ki bi želeli oditi v Baltik in pomagati pri povojni obnovi, je Aleksandra, ki je želela zapustiti domačo vas, sprejela ponudbo za selitev v Estonsko SSR. Pri sedmih letih je Svetlana Čirkova začela obiskovati 1. razred 16. srednje šole v Talinu, kjer so se šolali tako Rusi kot tudi Estonci. Med njenimi sošolci je bil tudi Georgi Zažitski, ki je kasneje postal vrhunski sabljač. 
Leta 1964 je začela študirati na Pedagoškem inštitutu v Talinu. Predavanja so potekala v estonščini, ki je Čirkova takrat še ni znala. Zato so bila prva leta študija težavna, dokler se jezika ni naučila. Po dveh letih študija je zaradi vse večjih športnih obveznosti prešla na izredni študij. Fakulteto za telesno kulturo Pedagoškega inštituta je zaključila leta 1972 z nazivom trenerke.

## Športna kariera
S športom se je začela ukvarjati leta 1957 pod vodstvom učitelja telesne vzgoje na 25. srednji šoli, Aleksandra Tulka.
Leta 1967 je postala prvakinja Estonske SSR in bila vključena v reprezentanco ZSSR. Trener je bil Klavdij Jadlovski.
Naslednje leto je na poletnih olimpijskih igrah v Ciudad de Méxicu osvojila zlato medaljo v floretu v ekipni konkurenci. Na svetovnem prvenstvu leta 1969 v Havani na Kubi je v posamičnem tekmovanju osvojila bronasto medaljo, premagala jo je le romunska sabljačica Ileani Gyulai-Drîmbă-Jenei (prav tako je prejela srebrno medaljo v ekipni konkurenci). V Estoniji je bila razglašena za športnico leta. V letih 1970 in 1971 je zmagala na svetovnem prvenstvu v ekipni konkurenci.
Leta 1972 je na olimpijskih igrah v Münchnu ponovno postala prvakinja v ekipni konkurenci. Istega leta je prejela medaljo »Za zasluge pri delu« in naziv zaslužne mojstrice športa ZSSR.
Leta 1973 je ponovno postala prvakinja Estonske SSR v sabljanju (petkratna).
Leta 1977 je pričela s trenersko kariero.

## Osebno življenje
Leta 1973 se je Svetlana Tširkova poročila s športnim gimnastikom Aleksandrom Filatovom. Leta 1975 se jima je rodil sin Eduard. Leta 1979 sta se ločila. Sin je dobil priimek Ber – po nekdanjem priimku Aleksandrovega očeta nemškega rodu. Leta 1980 se je poročila s kapitanom dolge plovbe Eduardom Lozovojem in prevzela priimek Lozova. Leta 1988 se jima je rodil sin Kiril. Oba sinova sta se ukvarjala s sabljanjem. Osvojila medalje na estonskem državnem prvenstvu ter nastopala na mednarodnih turnirjih.
Govori čuvaško, rusko, estonsko in nemško, učila pa se je tudi francoščine.
V filmu Sabljač iz leta 2015 je Svetlana Lozova igrala okrožno sodnico.

## Nagrade
Leta 2006  je bila odlikovana z estonskim redom Bele zvezde (tretje stopnje), leta 2016 pa Talinski mestni križ.
Je častna članica Estonskega olimpijskega komiteja.